# Каштелу-Бранку (район)
Каштелу-Бранку (порт. Castelo Branco) — район (фрегезия) в Португалии, входит в округ Каштелу-Бранку. Является составной частью муниципалитета Каштелу-Бранку. По старому административному делению входил в провинцию Бейра-Байша. Входит в экономико-статистический субрегион Бейра-Интериор-Сул, который входит в Центральный регион. Население составляет 31 242 человека на 2001 год. Занимает площадь 169,66 км².